# 広尾学園小石川中学校・高等学校
広尾学園小石川中学校・高等学校（ひろおがくえんこいしかわちゅうがっこう・こうとうがっこう、英:Hiroo Gakuen Koishikawa Junior & Senior High School）は、東京都文京区本駒込に所在し、中高一貫教育を提供する私立中学校・高等学校。

通称は「広尾小石川」・「HGK」。2008年度より中高一貫教育を開始したが、2016年度から中学校の募集を停止した。2018年度から東京都港区の広尾学園中学校・高等学校と教育連携し、グローバル教育に力を入れている。2021年4月より広尾学園小石川中学校・高等学校に改称され、男女共学となった。また、中学校の募集も再開した。

## 沿革
- 1909年（明治42年） - 銀行会社事務員養成所が設立され、村田謙造によって学校法人村田学園が設立される。
- 1921年（大正10年） - 村田簿記学校に改称する。（2007年に村田経営義塾に改称され、2011年に東京経営短期大学へ継承される。）
- 1931年（昭和6年） - 村田簿記学校内に村田女子計理学校が設立される。
- 1937年（昭和12年） - 文部省認定「珠算能力標準レコード」を発表する。
- 1939年（昭和14年） - 校舎を新築移転する。（小石川区久堅町）
- 1943年（昭和18年） - 村田女子計理学校を村田女子商業学校に改称する。
- 1948年（昭和23年） - 学制改革により村田学園中学校・高等学校に改編される。
- 1951年（昭和26年） - 村田女子商業高等学校に改称する。
- 1965年（昭和40年） - 北軽井沢寮が落成する。
- 1984年（昭和59年） - 市川校舎・市川グラウンドが落成する。
- 1996年（平成8年） - 東京経営短期大学村田女子高等学校に改称する。
- 1999年（平成11年） - 現校地に新築移転する。（文京区本駒込（旧・小石川区駕籠町））
- 2001年（平成13年） - 普通科を設置する。
- 2007年（平成19年） - 村田女子高等学校に改称する。また、コースを再編し、普通科アドバンストコース[特進]を新設する。
- 2008年（平成20年） - 村田学園小石川女子中学校が開校する[1]。
- 2009年（平成21年） - 創立100周年を迎え、市川グラウンドをリニューアルする。
- 2013年（平成25年） - 村田学園小石川女子中学校から村田女子中学校に改称[2]される。
- 2013年（平成25年） - サッカー部が全国高等学校総合体育大会サッカー競技大会で優勝[3]する。
- 2016年（平成28年）- 中学校の募集を一時的に停止する。
- 2018年（平成30年） ‐ 広尾学園中学校・高等学校と教育連携を締結する。
- 2021年（令和3年）4月1日 ‐ 共学化と同時に中学校が開設される。また、校名を広尾学園小石川中学校・高等学校に改称[4]し、本科コース・インターナショナルコース / アドバンストグループ(AG) / スタンダードグループ(SG)を設置する。
- 2024年（令和6年）4月1日 - 高等学校の募集を停止し、完全中高一貫校化する。

## 学習指導の概要
中学1年生より、すべての生徒がノートパソコンを使用し授業が行われる。また、インターナショナルコースだけではなく、本科コースの生徒も英会話の授業が行われる。さらに、2024年度より本科・SGの生徒に限り、英語取り出しのカリキュラムを学習できるSPコースが新たに設置された。中学2年生の時点で中学の履修範囲をすべて終わらせ、高校2年生の時点で高校の履修範囲をすべて終わらせるハイペースな教育である。高校3年生ではそれぞれの志望校に合わせた受験指導を行う。また、高校2年生から受験体制のための文系・理系に分かれたカリキュラム編成、放課後の弱点補強講習（リセット講座）や学習メンタープログラムなどにより着実な学力の伸長を図っている。中学1年生から6年後の大学受験に向け、短期目標として定期試験や外部模試を設定し、学習計画を立てて日々の学習を進めていく。

## 校名について
村田学園小石川女子中学校の設置が認可された後、東京都立小石川中等教育学校より、同校の名前が生徒や受験生に混乱を与えるおそれがあるとして、抗議が起こった。（同校の制服デザインが都立小石川のものと酷似しているという指摘もなされた。）同校は、「校名の小石川は地名に由来するもので問題はなく、制服も似ていない」と反論。最終的には両校の間で、混乱を招かないよう相互に協力・連携していくという協定が結ばれて、問題は解決した。
2012年9月29日に、2013年度から村田女子中学校に改称することを発表した。この発表によると、改称する理由は「村田女子高等学校」との一体感を鮮明に出すことであった。
2020年5月14日に、2021年度より学校名を「広尾学園小石川中学校・高等学校」に変更することを発表され、東京都港区南麻布の広尾学園中学校・高等学校の姉妹校になることが発表された。同時に本科コースとインターナショナルコースの2コース制が発表された。

## 学校改革
2018年から広尾学園と旧村田女子は教育提携を開始した。人材交流で広尾学園より7人の外国人教員と7人の日本人教員が旧村田女子に送り込まれ、旧村田女子校長に元広尾学園教頭の松尾廣茂が就任した。 広尾学園との提携の結果、広尾学園の姉妹校として「広尾学園小石川」に校名を変更、共学化し2016年度より停止していた中学校の募集を再開した。その後、2024年度より高等学校の募集を停止したことにより、新たな中高一貫教育が始まっている。現在、生徒数は1学年に約120名程度在籍し、教員数は70 - 80名が在籍している。 

## 定期試験・外部模試
- 年に5回の定期試験と年に数回の全員参加（3年次の一部の模試を除く）の外部模試を行う。
- クラスによって試験の構成が異なるということはない。（ただし、本科・SGの試験とAGの試験の内容が異なるという場合はある。また、高校2年生以上では文系・理系で試験の内容が異なるものもある。）平均点もクラスによって異なり、定期試験においては学年の総合順位は上位3名までしか出ない。（個々の科目において、自分の順位は確認することができる。）
- 成績については、各科目・各担当教員のテストの平均点を考慮したうえで付けられている。
- 実技教科は期末試験のみの実施となる。
- 携帯電話の持ち込み自体は認められているが、ルールがある。使用できるのは朝礼前と放課後のみで、使用できる場所も指定されている。（中学生は朝礼時に貴重品とともに担任に預け、終礼時に受け取る。）
- プール施設がないため、水泳の授業はない。

## クラス編成
- 6年間毎年クラス替えが行われる。（本科・インターの中で1クラスしかないコースは、クラス替えを行わない。）
- 高校1年生進学時にコースを変更することができる。（ただし成績などの審査がある。）
- その他の学年進級時には、原則コースを変更することはできない。（ただし、学園の判断により変更を許可する場合がある。）
- 高校2・3年次、本科・SGでは文系と理系に分かれて授業が行われる科目があり、そのうち数学の授業の中では学期ごとにクラス分けテストが行われる。
- 1クラス30 - 40名前後で構成される。
- 学則定員は中高ともに120名である。
  - 年度によって若干の増減がある。

## 設備
校舎が狭いため校庭はない。村田女子の時代は中庭があったが、現在は新しい校舎となっている。エレベーターが設置されている。2024年11月にすべての教室名称が英語表記のものになった。

### 本校舎

#### B2
- ARENA（体育館）

#### B1
- Ginkgo Hall（ギンコホール）
- Music Room（音楽室）
- Music Instrument Storage（楽器庫）
- Interview Room1/2/3（面接室）
- Tea Ceremony Room（茶道室）
- Changing Room（更衣室）

#### 1F
- Entrance Hall（エントランスホール）
- School Office（学校事務室）
- Broadcasting Room（放送室）
- Printing Room（印刷室）
- Teacher's Office（General Course）（本科教員室）
- Teacher's Office（International Course）
- Principal's Office（校長室）
- Counselor's Office（カウンセリングルーム）
- Nurse's Office（保健室）

#### 2F
- 教室
- Reception Room（応接室）
- Chairperson's Office（理事長室）
- The Student Council Room（生徒会室）
- Administration Office（法人本部）
- Public Relations Office1/2（広報室）
- Cooking Room（調理室・調理準備室）

#### 3F
- 教室
- Science Lab 1/2（理科実験室・理科準備室）
- Art Room（美術室・美術準備室）

#### 4F
- 教室

### 新校舎
- DCT Room（Dreams Come True） - 多目的室
- ARC Room（Academic Resources Center） - 図書館
- Cafeteria - カフェテリア
- 教室

## 学校行事
- 4月 - 入学式、始業式、健康診断、中1・高1オリエンテーション合宿
- 5月 - SAT®︎試験会場、生徒総会、海外大学説明会、1学期中間試験
- 6月 - スポーツフェスティバル（体育祭）
- 7月 - 一学期終業式、夏期講習
- 8月 - 部活動合宿、夏期講習、海外短期留学
- 9月 - いちょう祭（文化祭）
- 10月 - PSAT試験
- 11月 - 高2・中3修学旅行
- 12月 - 二学期終業式
- 1月 - 大学入学共通テスト
- 2月 - 音楽祭、中学生徒会選挙
- 3月 - 卒業式、学年末試験、修了式、広学スーパーアカデミア、海外大学見学ツアー

### 入学式
- アリーナで中高それぞれ、午前と午後に分かれて行われる。

### オリエンテーション合宿
- 仲間たちの多様性を認め合い、そして「自律と共生」の考えを身につける最初の機会として、4月に合宿を行う。
- 個人の目標や夢、そして自分たちのクラスをどんな学級にしたいのかディスカッションを行い、発表をする。

### スポーツフェスティバル
- 国立代々木競技場第一体育館などで中高合同で行う。
- 色分けしたチームで思い切り体を動かして競い合う。教育理念でもある『自律と共生』の「共生力」を、仲間たちと協力し、助け合いながらスポーツをすることで養う。

### 生徒会選挙
- 立候補者による生徒会選挙が行われ、選挙管理委員会もすべて生徒主導で行われる。
- どんな学校にしていきたいかなどを演説し、生徒全員による投票のうえ選出される。

### 夏期講習
- 希望者に夏期講習を実施し、4日間を1タームとして計3ターム行う（無学年制）。
- 難関大学志望者向けの問題解決クラスから、苦手分野を徹底的に克服するクラスまで、それぞれの生徒の学習状況に合わせた多様な講習を設置している。

### 海外短期留学
- 中学3年生の希望者を対象に、オーストラリアのNambour Christian Collegeへ短期留学をすることができる。
- 高校1年生の希望者を対象に、イギリスのSt. Clare’s, Oxfordへ短期留学をすることができる。イギリスでの学校生活や文化・自然を体験し、同世代の生徒やホストファミリーとの英語学習を体験することができる。
  - 世界情勢によって実施できない場合もある。

### いちょう祭
- 学園祭である「いちょう祭」は2日間開催される。
- 生徒たちが自分で決めたテーマの研究をクラスごとにプレゼンテーションし、優秀な発表へ投票する。また、インターナショナルコースの生徒はすべて英語でプレゼンテーションを行う。
- 軽音楽部やダンス部などの発表もアリーナで行われる。

### 修学旅行
- 中学3年生と高校2年生の修学旅行が実施される。
- その土地の文化や人々に触れ、共同生活を行うというかけがえのない経験を通じ、生徒たちはまた1つ大人になる。

### 音楽祭
- 中高合同で行う。クラスごとに課題曲と自由曲を歌い、グランプリを競う。
- 教育理念である「自律と共生」の両方を体験する。1年を通して共に過ごしたクラスメイトとの集大成である。

### 卒業式
- アリーナで中高それぞれ、午前と午後に分かれて行われる。

## 生徒会活動
中学・高校ともに、生徒会長1名、副会長2名、会計2名、書記2名が選ばれ、合計で7名から構成される。但し、選挙管理委員会の者は立候補出来ない。定期試験1週間前は、基本的に部活動を含むすべての活動は停止となる。

### 委員会
- 学級委員会
- 風紀委員会
- 体育委員会
- 衛生委員会（美化担当）
- 衛生委員会（保健担当）
- 放送委員会
- 図書委員会
- ICT委員会
- 選挙管理委員会

### 部活動
前述の通り、定期試験1週間前は基本的に諸活動停止期間となっている。
- サッカー
- 卓球
- ダンス
- 硬式テニス
- バスケットボール
- バドミントン
- バレーボール
- eスポーツ
- 陸上競技
- 英会話
- 合唱
- 家庭科
- 茶道
- 華道
- 写真
- 書道
- 吹奏楽
- ディベート
- 鉄道研究
- Art Club
- 文芸・イラスト
- ボランティア
- 理科
- ロボティクス
- 演劇
- International Newspaper Club
- 将棋
- 陸上競技
- 軽音楽(高校のみ)

毎年数名が関東大会などへ進出するといった活躍を見せている。

## 交通アクセス
出典 : 
電車
| 路線名           | 最寄り駅 | 出口 | 徒歩所要時間 |
| ---------------- | -------- | ---- | ------------ |
| JR山手線         | 巣鴨駅   |      | 13分         |
| 都営三田線       | 千石駅   | A1   | 2分          |
| 東京メトロ南北線 | 駒込駅   | 2番  | 12分         |

バス
| 運行事業者 | 乗車駅     | 路線・系統         | 下車停留所                        |
| ---------- | ---------- | ------------------ | --------------------------------- |
| Bーぐる    | 駒込駅     | 千駄木・駒込ルート | 「千石駅」、徒歩3分               |
| Bーぐる    | 千駄木駅   | 千駄木・駒込ルート | 「上富士前」、徒歩5分             |
| 都営バス   | 御茶ノ水駅 | 茶51               | 「上富士前」、徒歩5分             |
| 都営バス   | 江戸川橋駅 | 上58               | 「文京グリーンコート前」、徒歩2分 |

## 著名な出身者
- 細川のの子
- 丸山桂里奈
- 山下杏也加
- 三遊亭藍馬
- 鈴木ちなみ